# 須藤隆也
須藤 隆也（すとう たかや、1940年（昭和15年）2月 -）は日本の外交官。外務省中近東アフリカ局長や、駐エジプト特命全権大使を歴任。

## 人物
群馬県立藤岡高等学校を経て、1962年東京大学教養学部卒業、外務省入省。アラビア語研修をしたアラブ・スクール。コロンビア大学中東研究所、在レバノン外務・英連邦省所属アラビア語研修センター、カイロ大学に留学。
外務省中近東アフリカ局長や、駐エジプト特命全権大使を歴任。

## 経歴
- 1962年 東京大学教養学部国際関係論専攻卒業[2][3][4]
- 1962年 コロンビア大学中東研究所留学
- 1963年 在レバノン外務・英連邦省所属アラビア語研修センター留学
- 1964年 カイロ大学留学
- 1973年 在ビルマ日本国大使館一等書記官[1]
- 1977年 外務大臣秘書官
- 1978年 外務省中近東アフリカ局中近東第二課長[2][4]
- 1979年 在エジプト日本国大使館参事官[2][4]
- 1982年 外務省経済協力局有償課長[2][3]
- 1984年 外務省経済協力局政策課長[2][3]
- 1986年 外務大臣官房会計課長[2][3][4]
- 1988年 在パリ経済協力開発機構日本政府代表部公使[2][3][4]
- 1990年 外務省経済局次長[2][3][4]
- 1992年 外務省科学技術担当審議官[2][3][4]
- 1993年 外務省中近東アフリカ局長[2][3][4]
- 1995年 デンマーク駐箚特命全権大使[2][3][4]
- 1997年 イラン駐箚特命全権大使[2][3][4]
- 1999年 エジプト駐箚特命全権大使[2][3][4]
- 2003年 財団法人日本国際問題研究所軍縮・不拡散促進センター所長（ - 2008年）[2]、財団法人中東調査会理事[3]
- 2004年 国際連合ミサイル問題政府専門家会合日本代表（ - 2008年）[2][4]
- 2005年 国連改革地域担当大使（ - 2006年）[3][4]、外務省参与（ - 2006年）[3]
- 2006年 核不拡散体制強化検討委員会（内閣府委託）座長（ - 2008年）[4]
- 2008年 財団法人日本国際問題研究所軍縮・不拡散促進センターシニア・アドバイザー[2]
- 2008年 一橋大学国際・公共政策大学院特任教授[2]
- 2012年 公益財団法人中東調査会評議員
  - この間、特定非営利活動法人All Life Line Net理事長等も務める[5]。
- 2015年 「外交功労」により春の叙勲で瑞宝重光章受章[6][7]。

## 外務省入省同期
丹波實、小倉和夫、西村元彦（駐葡大使）、池田維（アジア局長、駐蘭大使）、原島秀毅（駐マレー大使）、川島純（駐ニュージーランド大使）、中村武（駐ベトナム大使）など。

## 著書
- 『誰にでもわかる中東紛争』1995年4月、中東調査会、NCID BA4787930X